# Atretium yunnanensis
Atretium yunnanensis е вид змия от семейство Смокообразни (Colubridae). Видът не е застрашен от изчезване.

## Разпространение
Разпространен е в Китай (Юннан).

## Описание
Популацията на вида е намаляваща.